# فرودگاه نیروی هوایی سلطنتی وست‌همپنت

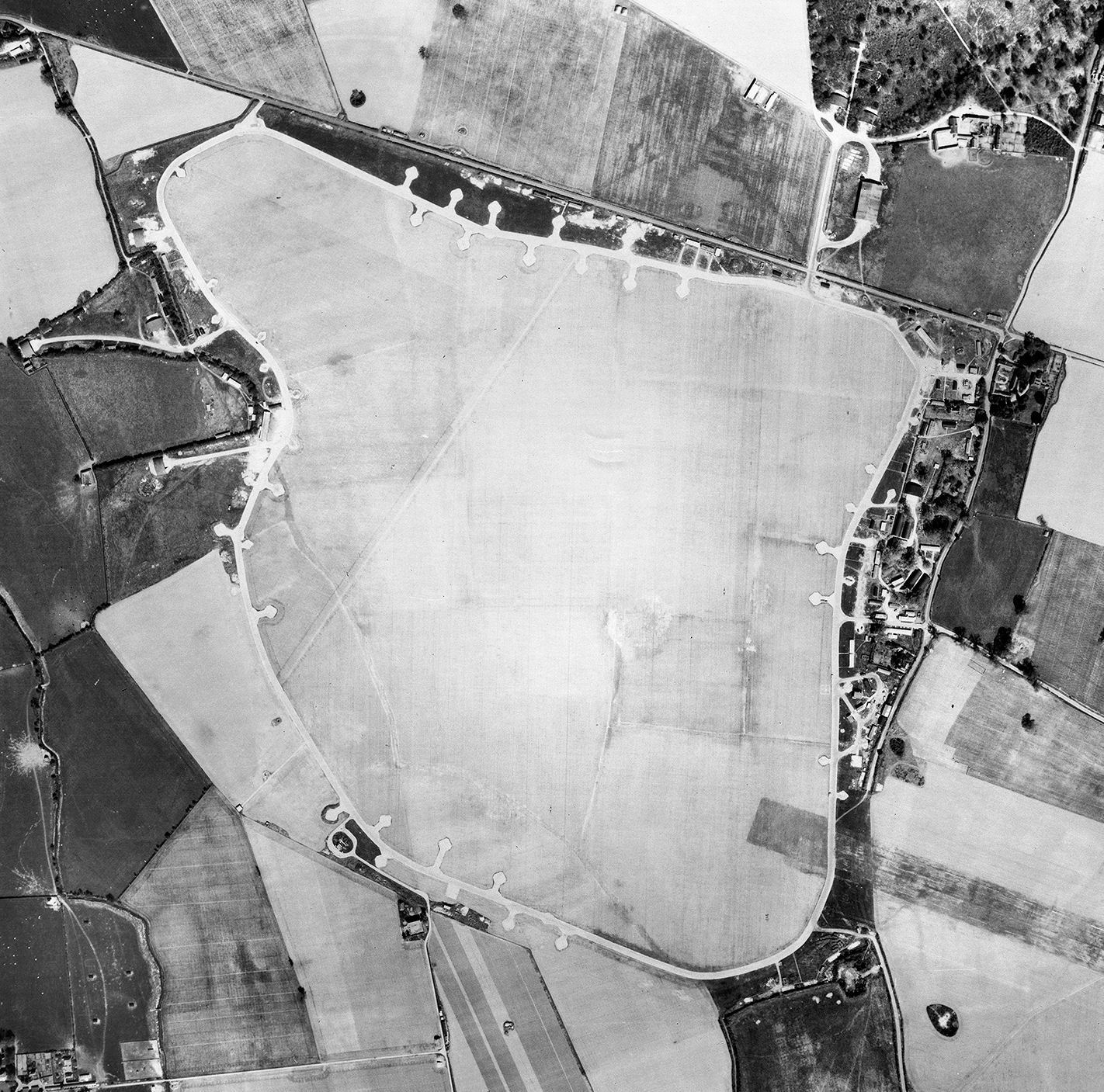
عکس هوایی از فرودگاه نیرویی هوایی سلطنتی وست همپتون در سال ۱۹۴۶ میلادیRoyal Air Force West Hampton years 1946

فرودگاه نیروی هوایی سلطنتی وست‌همپتون (به انگلیسی: Royal Air Force West Hampton) یک فرودگاه ایستگاه پروازی است . این فرودگاه در کشور انگلستان قرار دارد .